# Tanbin
Tanbin (kinesiska: 榃滨) är en köping i sydöstra Kina. Den ligger i Luoding i staden Yunfu i provinsen Guangdong, omkring 190 kilometer väster om provinshuvudstaden Guangzhou. Antalet invånare är 40 444. Befolkningen består av 20 280 kvinnor och 20 164 män. Barn under 15 år utgör 25,0 %, vuxna 15-64 år 65 %, och äldre över 65 år 9,0 %.